# Nucléomoduline

Attaque par Agrobacterium tumefaciens (A) contre le noyau d'une cellule végétale (D).

Les nucléomodulines constituent une famille de protéines bactériennes pénétrant dans le noyau des cellules eucaryotes . 
Ce terme vient de la contraction entre « nucleus » et « modulines », qui sont des molécules microbiennes qui modulent le comportement des cellules eucaryotes. Les nucléomodulines sont produites par des bactéries pathogènes ou symbiotiques. Elles agissent sur divers processus dans le noyau: le remodelage de la structure de la chromatine ,,,,,,,,,,, la transcription ,, l'épissage de l'ARN pré-messager ,, la division cellulaire . En agissant sur l'expression de gènes dans les cellules hôtes ou sur la division cellulaire, les nucléomodulines contribuent à la virulence ou à la symbiose bactérienne. 
L'identification des nucléomodulines dans plusieurs espèces de bactéries pathogènes de l’homme et des animaux et des plantes, a conduit à l'émergence du concept selon lequel un contrôle direct du noyau est l'une des stratégies les plus sophistiquées utilisées par les microbes pour contourner les défenses de l'hôte.
Les nucléomodulines peuvent être directement sécrétées dans le milieu intracellulaire après pénétration des bactéries dans le cytoplasme, comme c'est le cas pour Listeria monocytogenes, ou bien elles peuvent être injectées depuis le milieu extracellulaire ou depuis des organites intracellulaires (e.g. des vacuoles) à l'aide d'un système de sécrétion bactérien de type III ou IV, aussi appelée "seringue moléculaire".
Plus récemment, il a été montré que certaines d'entre elles, telles que YopM de Yersinia pestis et IpaH9.8 de Shigella flexneri, présentent un domaine de transduction membranaire leur conférant la capacité de pénétrer de façon autonome les cellules eucaryotes .
La diversité des mécanismes moléculaires mis en jeu par les nucléomodulines,, en font une source d'inspiration pour de nouvelles biotechnologies. Elles sont de véritables nano-machines capables de détourner une multitude de processus nucléaire. En recherche, les nucléomodulines font l'objet d'études approfondies qui ont également permises la découverte de nouveaux régulateurs nucléaires humains, comme celle du régulateur épigénétique BAHD1 .

## Quelques exemples
Agrobacterium tumefaciens, responsable de la galle du collet, produit un arsenal de protéines Vir, dont VirD2 et VirE2, permettant l'intégration précise d'un morceau de son ADN, nommé ADN-T, dans celui de la plante hôte (voir image). 
Listeria monocytogenes, responsable de la listériose, peut moduler l'expression de gènes de l'immunité. Un des mécanismes en jeu fait intervenir la protéine bactérienne LntA qui inhibe la fonction du régulateur épigénétique BAHD1. L'action de cette nucléomoduline est associé à la décompaction de la chromatine et l'activation de gènes de réponse aux interférons ,.
Shigella flexneri, responsable de la shigellose, sécrète la protéine IpaH9.8 capable de cibler une protéine de l'épissage des ARNm interférant ainsi la production d'isoformes protéiques et la réponse inflammatoire chez l'Homme .
Legionella pneumophila, responsable de la légionellose sécrète une enzyme à activité histone méthyltransferase capable de méthyler les histones à divers loci des chromosomes  ou au niveau de l’ADN ribosomique (ADNr) dans le nucléole .